# Artificial Paradise
Artificial Paradise – szósty album studyjny amerykańskiego zespołu OneRepublic, który został wydany 12 lipca 2024 roku. Producentami płyty są członkowie zespołu, Ryan Tedder i Brent Kutzle, Brian Willet, Eddie Fisher, a także, m.in. Tyler Spry, John Nathaniel, Noel Zancanella, Simon Oscroft, Joe Henderson.
Oprócz singli promujących album, takich jak: „West Coast”, „Runaway”, „Hurt” i „Sink or Swim” wśród utworów na albumie znalazły się wcześniejsze single zespołu: „I Ain’t Worried” (z filmu Top Gun: Maverick), „Sunshine” (z filmu Clifford. Wielki czerwony pies), „Nobody” (z mangi Kaiju No. 8), „Mirage” (z gry komputerowej Assassin’s Creed Mirage), „Fire” (oficjalna piosenka Mistrzostw Europy w Piłce Nożnej 2024), a także singel „I Don’t Wanna Wait” nagrany wspólnie z Davidem Guettą.

## Wydanie i promocja albumu
6 czerwca 2024 roku, wokalista zespołu Ryan Tedder ogłosił datę wydania oraz tytuł szóstego albumu studyjnego grupy. Za pośrednictwem mediów społecznościowych napisał:

„Artificial Paradise” zaczęło się od piosenki „West Coast”, którą zaczęliśmy pisać w pokoju hotelowym w Nowym Orleanie w 2016 roku. Ta piosenka doprowadziła do serii innych w ciągu ostatnich ośmiu lat, które nie do końca miały sens razem, ale nadal zbieraliśmy piosenki i pisaliśmy w różnych pokojach hotelowych i studiach rozsianych po całym świecie.

5 lipca 2024 ukazał się singel „Hurt”, tego samego dnia zespół opublikował listę utworów, które znajdą się na nowym albumie. 12 lipca ukazał się album Artificial Paradise. 18 lipca zespół wystąpił w programie The Late Show with Stephen Colbert  z piosenką „Sink or Swim”, a dzień później podczas koncertu NBC z serii Citi Concert Series Today. 29 sierpnia ukazał się teledysk do utworu „Sink or Swim”. 22 listopada wydana została wersja utworu „Hurt” nagrana w duecie z Jelly Rollem. Tego samego dnia ukazał się teledysk do utworu.
6 grudnia 2024 roku ukazał się album Artificial Paradise (Super Deluxe) zawierający wspomniany duet z Jelly Rollem oraz osiem akustycznych wersji utworów z albumu Atificial Paradise oraz duetu z Gryffinem „You Were Loved”.

## Lista utworów
| Artificial Paradise (Deluxe) | Artificial Paradise (Deluxe)              | Artificial Paradise (Deluxe)                                                                                     | Artificial Paradise (Deluxe)                                              | Artificial Paradise (Deluxe) |
| Nr                           | Tytuł utworu                              | Autorzy | Produkcja                                                                 | Długość                      |
| ---------------------------- | ----------------------------------------- | --- | ------------------------------------------------------------------------- | ---------------------------- |
| 1.                           | „Artificial Paradise”                     | Josh Varnadore, John Nathaniel                                                                                   | Nathaniel                                                                 | 1:38                         |
| 2.                           | „Hurt”                                    | Ryan Tedder, Tyler Spry                                                                                          | Tedder, Spry                                                              | 2:41                         |
| 3.                           | „Swink or Swim”                           | Tedder, Brent Kutzle, Nathaniel, Varnadore, Simon Oscroft                                                        | Kutzle, Nathaniel, Oscroft                                                | 2:34                         |
| 4.                           | „Last Holiday”                            | Tedder, Kutzle, Noel Zancanella                                                                                  | Kutzle, Zancanella                                                        | 3:16                         |
| 5.                           | „I Ain’t Worried”                         | Björn Yttling, Kutzle, John Eriksson, Peter Morén, Tedder, Spry                                                  | Tedder, Kutzle, Simon Oscroft, Spry, Nathaniel                            | 2:28                         |
| 6.                           | „Red Light Green Light”                   | Tedder, Kutzle, Nathaniel                                                                                        | Kutzle, Nathaniel                                                         | 2:15                         |
| 7.                           | „Serotonin”                               | Tedder, Spry, Kutzle, Varnadore                                                                                  | Spry                                                                      | 3:28                         |
| 8.                           | „Singapore”                               | Brian Willett, Nathaniel                                                                                         | Willett, Nathaniel                                                        | 3:28                         |
| 9.                           | „Room For You”                            | Tedder, Kutzle, Zancanella, Spry                                                                                 | Kutzle, Spry                                                              | 2:47                         |
| 10.                          | „Stargazing”                              | Tedder, Kutzle, Brandyn Burnette, Chase Stockman, Joe Henderson.                                                 | Kutzle, Stockman, Eddie Fisher, Henderson                                 | 2:40                         |
| 11.                          | „Entr’acte”                               | Brandon Collins                                                                                                  | Kutzle, Collins                                                           | 1:12                         |
| 12.                          | „West Coast”                              | Tedder, Kutzle, Zancanella, Justin Tranter, Robin Fredriksson, Mattias Larsson                                   | Tedder, Kutzle, Zancanella, Mattman & Robin, Nathaniel                    | 3:14                         |
| 13.                          | „Runaway”                                 | Tedder, Kutzle, Ben Samama, Johnny Simpson, Nolan Sipe, Varnadore                                                | Loren Ferard, Kutzle, Nathaniel, Ben Samama                               | 2:25                         |
| 14.                          | „Sunshine”                                | Kutzle, Casey Smith, Zancanella, Tedder, Spry, Zach Skelton                                                      | Tedder, Kutzle, Spry, Oscroft                                             | 2:43                         |
| 15.                          | „Mirage (feat. Mishaal Tamer)”            | Tedder, Grant Boutin                                                                                             | Tedder, Mishaal Tamer, Brendan Angelides, Boutin, Will Jay, Coleton Rubin | 2:13                         |
| 16.                          | „Nobody”                                  | Tedder, Kutzle, Joe Henderson, Tyler Spry, Josh Varnadore                                                        | Henderson, Kutzle, Nathaniel, Spry                                        | 2:33                         |
| 17.                          | „I Don’t Wanna Wait (feat. David Guetta)” | David Guetta, Tedder, Michael Pollack, Aldae, Kutzle, Jakke Erixson, Varnadore, Spry                             | Guetta, Kutzle, Spry, Erixson, Timofey Reznikov                           | 2:29                         |
| 18.                          | „Fire (feat. Meduza oraz Leony)”          | Luca de Gregorio, Mattia Vitale, Simone Giani, Tedder, Kutzle, Leonie Burger, Varnadore, Spry, Vitali Zestovskih | Meduza                                                                    | 2:48                         |
|                              |                                           | |                                                                           | 46:52                        |

## Pozycje na listach

### Notowania tygodniowe
| Notowanie (2024)                                | Najwyższa pozycja |
| ----------------------------------------------- | ----------------- |
| Australia (Top 50 Albums)                       | 61                |
| Austria (Alben Top 75)                          | 8                 |
| Belgia (Ultratop 200 Albums Flandria)           | 80                |
| Belgia (Ultratop 200 Albums Walonia)            | 127               |
| Francja (Top 200 Albums)                        | 14                |
| Hiszpania (Top 100 Albums)                      | 38                |
| Irlandia (Irish Albums Chart)                   | 90                |
| Japonia (Japanese Digital Albums)               | 19                |
| Kanada (Canadian Albums)                        | 24                |
| Niemcy (Offizielle Charts)                      | 23                |
| Nowa Zelandia (Top 40 Albums)                   | 25                |
| Polska (OLiS)                                   | 35                |
| Szkocja (Scottish Album Chart Top 100)          | 15                |
| Szwajcaria (Alben Top 100)                      | 8                 |
| Wielka Brytania (Official Albums Chart Top 100) | 46                |
| USA (Billboard 200)                             | 50                |
| Włochy (Album & Compilation)                    | 36                |

### Certyfikaty
| Kraj/region | Wydawca      | Certyfikat         | Źródło |
| ----------- | ------------ | ------------------ | ------ |
| Kanada      | Music Canada | 2× platynowa płyta | [ 23 ] |